# Energética
La energética es el estudio científico de las transformaciones durante el flujo y almacenamiento de energía. La energía fluye a todas las escalas, desde el nivel cuántico hasta la biosfera y el espacio exterior, en consecuencia la energética es una disciplina muy amplia, que toma parte de, entre otras, la termodinámica, la química, la biología, la bioquímica y la ecología. Es objeto de debate continuo el tema de los límites entre las distintas disciplinas: dónde termina y empieza a ser energética. Por ejemplo, Lehninger (1973, p. 21) sostiene que, considerando que la termodinámica se enfrenta a intercambios de energía de cualquier tipo, debe ser llamada energética.

## Objetivo
En general, la energética se interesa en la búsqueda de los principios que describan de forma precisa las transformaciones de la energía - tanto útil como de pérdidas - durante su flujo y almacenamiento.
Por principios debe entenderse en este contexto todo aquel fenómeno que es invariable en el tiempo y que es observado de forma idéntica por diferentes observadores. Un fenómeno que 
cumple con éstos requisitos es llamado principio o ley fundamental de la rama de la 
ciencia a la que se refiere. Por supuesto, para que un fenómeno sea considerado una ley 
fundamental, debe contar con el acuerdo de la mayoría de la comunidad científica.
En definitiva, el objetivo último de la energética es por tanto la descripción de las leyes fundamentales. Filósofos de la ciencia como Reiser (Reiser 1926, p.432) han postulado 
que las leyes de la termodinámica pueden ser consideradas leyes de la 
energética. Tomando en consideración este postulado, la energética tendría por objetivo la 
obtención de predicciones fiables sobre las transformaciones durante el flujo y 
almacenamiento de energía a cualquier escala, desde lo nano a lo macro.

## Historia
La historia de la energética resulta controvertida. Algunos autores mantienen que los orígenes de la energética pueden remontarse a los primeros estudios al respecto en la 
antigua Grecia, mientras que la formalización matemática comenzó con los trabajos de Leibniz. Richard de Villamil en 1928 dice que fue William John Macquorn Rankine quien formuló la ciencia de la energética en su Outlines of the Science of Energetics 
publicado en las actas de la Asociación Filosófica de Glasgow en 1855.
Nombres destacados son W. Ostwald y E. Mach que continuaron desarrollando el estudio de la energética, llegando a finales del siglo XVIII a la conclusión de que las teorías propuestas eran incompatibles con el modelo atómico propuesto por Boltzmann unos años antes para su teoría de los gases. En 1920, Alfred Lotka, en un intento de unir el modelo atómico de Boltzmann con la energética y la teoría de la evolución, escribió que el principio de selección natural postulado por la teoría evolutiva era tal que favorecía la maximización de la transformación del flujo de energía útil. Este postulado influyó enormemente en los trabajos sobre energética ecológica de años posteriores, especialmente en el trabajo de Howard Thomas Odum.
De Villamil, en un intento por clarificar el alcance de la ciencia de la energética con respecto a otras ramas de la física, dividió la mecánica en dos ramas:
- Energética; la ciencia de la energía
- Dinámica; la ciencia del momento

Conforme a esta división, la energética según Villamil puede ser caracterizada por ecuaciones escalares, mientras que la dinámica requiere ecuaciones vectoriales. Las dimensiones para la dinámica serán pues espacio, tiempo y masa, mientras que para la energética serán longitud, tiempo y masa. (Villamil 1928, p.9). Esta división está basada en presupuestos fundamentales sobre las propiedades de los cuerpos, expresadas éstas de acuerdo a cómo se responde a las siguientes dos preguntas:
- ¿Están las partículas rígidamente unidas entre sí?
- ¿Hay algún mecanismo para parar los cuerpos en movimiento?

Siguiendo a Villamil, la dinámica responderá sí a la primera pregunta y no a la segunda, mientras que la energética responderá no a la primera y sí a la segunda.Por lo tanto, en el sistema de clasificación de Villamil, la dinámica asume que las partículas están rígidamente unidas y no pueden vibrar, en consecuencia deben estar en el cero de temperatura. La conservación del momento es una consecuencia de este punto de vista, sin embargo, sólo puede ser considerada cierta en lógica y no es una representación verdadera de los hechos (Villamil 1928, p.96). Por el contrario, en energética no se asume que las partículas estén rígidamente unidas, por tanto pueden vibrar y en consecuencia estar a una temperatura distinta de cero.

## Principios de la energética

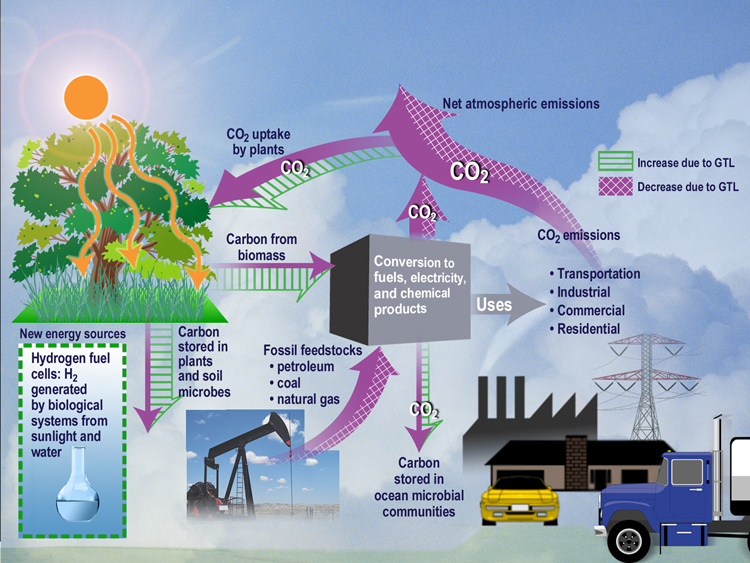
Análisis ecológico de CO_{2} en un ecosistema.

Howard Thomas Odum es conocido por sus trabajos pioneros en el campo de los ecosistemas ecológicos y por sus provocadoras propuestas de leyes termodinámicas adicionales basadas en su trabajo sobre la teoría general de sistemas.
Como principio general de las transformaciones en el flujo de energía, los principios de la energética incluyen las cuatro leyes de la termodinámica, de las que se busca una 
descripción rigurosa. Sin embargo, el lugar que deben ocupar las leyes de la termodinámica 
dentro de los principios de la energética es un asunto controvertido. Si H.T. Odum está en 
lo cierto, los principios de la energética toman en consideración un orden jerárquico de las formas de energía, con el objetivo de poder medir el concepto de calidad de la energía,
y la evolución del universo. Albert Lehninger definió este orden jerárquico como

... sucesivos estados en el flujo de energía a través del macrocosmos biológico

Odum propuso tres principios energéticos adicionales y un corolario que toman la jerarquía energética en consideración. Así, los 4 primeros principios de la energética se corresponden con las cuatro leyes fundamentales de la termodinámica y los otros 3 principios están tomados de Energética Ecológica de H.T. Odum.
Es importante tomar en consideración entonces que los 4 primeros principios, las leyes de la termodinámica, están demostrados empíricamente y son generalmente aceptados entre la comunidad científica. En cambio, los 3 principios propuestos por H.T. Odum no han podido ser empíricamente probados y distan de ser reconocidos o incluso conocidos por parte de la comunidad científica.
- Principio cero de la energética
Si dos sistemas termodinámicos A y B están en equilibrio térmico y B a su vez está en equilibrio térmico con el sistema termodinámico C, entonces A y C están en equilibrio térmico.
- Primer principio de la energética
El incremento de energía interna de un sistema es igual a la cantidad de energía aportada al sistema por calentamiento menos la cantidad de energía entregada por el sistema en forma de trabajo sobre su entorno.
- Segundo principio de la energética
La entropía total de cualquier sistema termodinámico aislado tiende a aumentar en el tiempo, aproximándose a su valor máximo.
- Tercer principio de la energética
A medida que un sistema se acerca al cero absoluto de temperatura, todos los procesos cesan y la entropía del sistema alcanza su valor mínimo o cero en el caso de una sustancia cristalina perfecta.
- Cuarto principio de la energética
Hay dos corrientes sobre el que sería el cuarto principio de la energética:
  - Las relaciones recíprocas de Onsager son en ocasiones llamadas la cuarta ley de la termodinámica. Como cuarta ley de la termodinámica, serían también el cuarto principio de la energética.
  - En el campo de la energética ecológica, H.T. Odum considera la máxima potencia como el cuarto principio de la energética. El propio Odum propuso el principio de máxima adquisición de potencia (Maximum empower) como corolario del principio de máxima potencia y consideró que éste describía las tendencias autoorganizativas evolucionarias.
- Quinto principio de la energética
El factor de calidad de la energía se incrementa jerárquicamente. Basándose en estudios de la cadena alimentaria ecológica, Odum propuso que las transformaciones energéticas forma unas series jerárquicas que se miden por el incremento de transformidad (en inglés transformity) (Odum 2000, p.246).

Los flujos de energía desarrollan redes jerárquicas en las cuales, los nuevos flujos energéticos entrantes interactúan y son transformados mediante trabajo en formas de energía de mayor calidad que realimentan acciones amplificadoras, ayudando a maximizar la potencia del sistema
Odum 1994, p.251

- Sexto principio de la energética
Los ciclos de la materia tienen patrones jerárquicos medibles mediante el ratio emergía/masa que determina su zona y frecuencia de pulso en la jerarquía energética (Odum 2000, p.246). M.T. Brown y V. Buranakarn escriben:

Generalmente, la emergía/masa es un buen indicador de la reciclabilidad, teniendo los materiales más reciclables un mayor ratio emergía/masa
Brown & Buranakarn 2003, p.1

- Datos: Q719597